# Dólon
Na mitologia grega, Dlon, filho de Eumelo, foi um troiano, morto por Diomedes e Odisseu.
No momento da Guerra de Troia em que Aquiles se retirou da luta, e uma embaixada formada por Odisseu, Fênix e Ajax tentou convencer Aquiles a voltar a lutar, os gregos enviaram Odisseu e Diomedes, de noite, como espiões ao campo troiano. Lá, eles mataram Dólon e Reso, da Trácia, que havia chegado no dia anterior e ainda não havia lutado, junto com doze homens que estavam dormindo.